# 法圓坂
法圓坂（日语：／）是大阪府大阪市中央區的町名。現行行政地名為法圓坂一丁目及法圓坂二丁目。郵遞區號為540-0006。

## 地理
位於大坂城南側，一丁目有難波宮跡，二丁目有國立醫院機構大阪醫療中心等。
法圓坂也可作為上町筋與中央大通交會的法圓坂交差點與阪神高速13号東大阪線法圓坂出入口的周邊區域名。

## 歷史
此地在過去是大坂城代與京橋口定番與力、同心屋敷地，上町筋旁為上本町1丁目、2丁目（當時），2丁目西側為鈴木町，有大坂代官所。
明治以後受兵部省管轄，1879年5月改稱法圓坂町。之後作為陸軍用地，為步兵第8連隊及步兵第37連隊所在地。
1979年實施住居表示以前，町域還包含本町通南側。現在的馬場町與大手前4丁目皆屬於當時的法圓坂町。

### 地名由來
關於地名的由來有諸多說法，一說是過去此地的法案寺（生國魂神社神宮寺）的發音轉訛，也有一說是淨照坊開祖法圓在此地建造宅邸而得名。

## 交通
鐵道
- 大阪市營地下鐵谷町線、中央線谷町四丁目站

巴士
- 大阪市營巴士「國立醫院機構大阪醫療中心」（国立病院大阪医療センター）、「馬場町」（62號系統（日语：大阪市営バス住吉営業所））

道路
- 上町筋（日语：上町筋）
- 中央大通（日语：中央大通）
- 阪神高速13號東大阪線法圓坂出入口、森之宮出入口

## 外部連結
- 法圓坂的歷史（國立醫院機構大阪醫療中心網站內）